# Фен Хун
Фен Хун (кит. трад.: 馮弘; піньїнь: Feng Hong; помер 438) — останній імператор Північної Янь періоду Шістнадцяти держав.

## Життєпис
Зійшов на трон 430 року після смерті його старшого брата, Фен Ба. За його правління Північна Янь стрімко втрачала свою могутність, передусім через невпинні напади з боку Північної Вей. 436 рокуФен Хун був змушений тікати до Когурьо. Таким чином Північна Янь припинила своє існування.
Вже у Когурьо Фен Хун проголосив себе сюзереном тієї держави. Тамтешній правитель Чжансу, не стерпівши витівок колишнього володаря Північної Янь, стратив його 438 року. Втім, що цікаво, Фен Хун отримав від правителя Когурьо посмертне імператорське ім'я.

## Девіз правління
- Дасін (大興) 431-436